# Yehuda Leib Maimon
Pour les articles homonymes, voir Maimon.
Yehuda Leib Maimon né Yehuda Leib Fishman (en hébreu :   יהודה לייב מימון) est un homme politique israélien.

## Biographie
Il est né en Moldavie. Il devient rabbin, il est membre fondateur du mouvement Mizrahi. Il participe au Congrès sioniste de 1909 à Hambourg. En 1913, il s'installe en Palestine et de 1914 à 1919, il s'installe aux États-Unis. Il rejoint l'Agence juive en 1935.
Il participe à la rédaction de la quatrième et dernière version de la Déclaration d'indépendance de l'État d'Israël avec David Ben Gourion, Moshé Sharett et Aharon Tzizling, dont il fut l'un des signataires en 1948.